# Leptinotarsa novemlineata
Leptinotarsa novemlineata  (лат.) — вид жуков-листоедов рода Leptinotarsa из семейства Chrysomelidae. Северная Америка: Мексика.

## Описание
Среднего размера жуки-листоеды (длина около 1 см), сходные с колорадским жуком. Тело овальное, выпуклое. Усики 11-члениковые. Максиллярные щупики состоят из 4 сегментов (вершинный членик нижнечелюстных щупиков короче предшествующего). Пронотум шире головы. Каждое из надкрылий с 4 непрерывающимися полосками. Грудь бронзовая или медно-зелёная. Пунктировка надкрылий плотная.